# Đorđe Đurić
Đorđe Đurić (Ljubinje, 24 aprile 1971) è un allenatore di pallavolo ed ex pallavolista jugoslavo, dal 2006 serbo.
Giocava nel ruolo di schiacciatore.